# Опочецкий уезд
Опо́чецкий уе́зд (рус. дореф. Опочецкій уѣздъ) — административная единица Псковской губернии Российской империи. По площади занимал 4727,6 км² (4154 кв. вёрст), население по состоянию на 1896 год — 135 712 человек. Уездным городом являлась Опочка.

## История
В древности территория будущего Опочецкого уезда неоднократно становилась ареной противостояния Русского государства и Великого княжества Литовского.

### В составе Российской империи
Пётр I своим указом приписал город Опочка к Ингерманландской губернии. В 1772 году Опочка становится губернским городом Псковской губернии. После первого раздела Польши, из вновь присоединённых земель к губернии были присоединены новые провинции: Двинская (Польская Лифляндия) и Полоцкая (из земель бывшего Витебского воеводства). Губерния, центром которой осталась Опочка, стала называться 2-й Белорусской губернией. В 1776 году, при отделении от Псковской губернии Полоцкой губернии, центр Псковской губернии был перенесён из Опочки в Псков. В 1777 году создаётся Псковское наместничество и Опочецкий уезд входит в его состав. В 1796 году Псковское наместничество было преобразовано в Псковскую губернию, в составе которой Опочецкий уезд находился вплоть до 1927 года.
Основным занятием жителей уезда являлось земледелие, прочие промыслы были развиты сравнительно плохо.
На территории Опочецкого уезда располагалось село Михайловское — родовое имение Александра Сергеевича Пушкина. Также в уезде находился Святогорский Свято-Успенский монастырь, где был погребён поэт.

### При советской власти
Советская власть в уезде была установлена в январе 1918 года, что сопровождалось крестьянскими восстаниями. В период с февраля по ноябрь того же года немецкие войска оккупировали ряд западных волостей.
В 1927 году произошло разделение уезда на три района. Вновь созданный Опочецкий район вошёл в состав Ленинградской области.

### Современное положение
На данный момент территория бывшего Опочецкого уезда разделена между Опочецким, Пушкиногорским и Красногородским районами Псковской области.

## Географическое положение
По состоянию на начало XX века Опочецкий уезд располагался в юго-западной части Псковской губернии и граничил с Новоржевским и Великолукским уездами на востоке, Островским уездом на северо-западе и Витебской губернией на юге.

## Состав уезда
- Велейская волость
- Вороненская волость[источник не указан 1030 дней]
- Воронецкая волость
- Ежинская волость
- Жадринская волость
- Копылковская волость
- Полянская волость
- Пушкинская волость
- Синеникольская волость
- Старицкая волость

По состоянию на 1914 год Опочецкий уезд включал следующие 15 волостей (в скобках — центр и его современное месторасположение):
- Синеникольская волость (пог. Синяя-Никола — на территории современной Партизанской волости Красногородского района)
- Афанасьево-Слободская волость (с. Матвеево — на территории современной Макушинской волости Опочецкого района[5])
- Матюшкинская волость (с. Матюшкино — на территории современной Матюшкинской волости Опочецкого района[6])
- Покровская волость (с. Ново-Покровское — на территории современной Пограничной волости Красногородского района)
- Красногородская волость (приг. Красный — на территории современной Красногородской волости Красногородского района)
- Петровская волость (д. Усохино — на территории современной Макушинской волости (в части бывшей Петровской волости) Опочецкого района[7])
- Жадринская волость (пог. Жадро — на территории современной Звонской волости Опочецкого района)
- Глубоковская волость (с. Глубокое — на территории современной Глубоковской волости Опочецкого района)
- Копылковская волость (пог. Копылок — на территории современной Пригородной волости Пустошкинского района[8])
- Ежинская волость (с. Щукино — на территории современной Щукинской волости Пустошкинского района)
- Воронецкая волость (сл. Таболенец — на территории современного городского поселения Пушкиногорье Пушкиногорского района)
- Печано-Горайская волость (с. Ельняги — на территории современной Горайской волости Островского района)
- Велейская волость (с. Велье — на территории современной Велейской волости Пушкиногорского района)
- Старицкая волость (с. Крулихино — на территории современной Болгатовской волости Опочецкого района)
- Полянская волость (с. Облецово — на территории современной Полянской волости Пушкиногорского района)

В состав Опочецкого уезда Псковской губернии РСФСР периода 1924 — 1927 годов, входили 6 укрупнённых волостей:
- Велейская волость (с центром в с. Велье)
- Еженская волость (с центром в с. Щукино)
- Красногородская волость (с центром в приг. Красный)
- Опочецкая волость (с центром в г. Опочка)
- Пушкинская волость (с центром в сл. Тоболенец, переим. в с. Пушкинские Горы)
- Синерецкая волость (с центром в с. Синяя Никола)